# Mündersbach
Mündersbach là một đô thị trong huyện Westerwald bang Rheinland-Pfalz thuộc nước Đức. Đô thị Mündersbach có diện tích 9,27 km², dân số là 757 người (31/12/2006).